# David R. De Graff
David R. De Graff est un astronome américain.

## Biographie
Il a obtenu son doctorat en astrophysique à l'Université de Caroline du Nord à Chapel Hill, et est devenu professeur d'astronomie à l'Alfred University (en) dans l'État de New-York aux États-Unis.
Le Centre des planètes mineures le crédite de la découverte de deux astéroïdes, effectuée au cours de l'année 1997 avec la collaboration de J. Scott Weaver.
| (31113) Stull     | 19 août 1997     |
| (152641) Fredreed | 5 septembre 1997 |